# 네덜란드어 문법
네덜란드어(Dutch language)의 문법(grammar)에 대한 부분으로, 독일어 문법과 매우 흡사하며, 영어 문법과도 어느 정도 유사하다.

## 예비적 고찰
네덜란드어에서 음장(vowel length)은 복모음(double bowel)과 복자음(double consonant)을 혼용하는 철자법에 드러난다. 네덜란드어 문법에 대한 논의에서 단자모(single letter)가 복자모(double letter)로 변하는 것은 흔하지만, 일단 철자법을 알면 완벽히 예상할 수 있다. 이는 철자 대체가 문법의 일주를 이루지 않는다는 것이며, 따라서 여기선 다루지 않는다.자세한 것은 네덜란드어 철자법(Dutch orthography)을 참조.

## 어순
네덜란드어 어순은 기본적으로 '주어(subject)-목적어(object)-서술어(verb)'의 SOV형이다. 주절(main clause)에서는 V2 어순(V2 word order)이라는 추가적인 규칙이 있다. 이 어순은 주어에 따라 굴절되는 정형동사(finite verb, 주어의 성, 수, 시제에 따라 굴절하는 동사, be동사의 am, are, is, was, were 형태)를 문장 두 번째 자리에 두는 것이다. 이때문에 동사가 하나만 있는 문장은 SVO형이나 VSO형의 모습을 띤다.
| Jan                      | hielp  | zijn moeder |
| Jan                      | helped | his mother  |
| "Jan helped his mother." |        |             |
| Gisteren                            | hielp  | Jan | zijn moeder |
| Yesterday                           | helped | Jan | his mother  |
| "Yesterday, Jan helped his mother." |        |     |             |
그러나 기본형인 SOV어순에 따라 다른 동사나 동사의 분사(verbal particle)는 절의 마지막에 두는데, 이로 인해 'SVOV(V)(V)...'와 같은 중간형 어순이 발생한다.
| Jan                                 | wilde  | zijn moeder | gaan helpen |
| Jan                                 | wanted | his mother  | to go help  |
| "Jan wanted to go help his mother." |        |             |             |
종속절(subordinate clause)에서의 어순은 오로지 SOV이다. 종속절에서 동사군(verb cluster)으로서는 두 개의 어순이 가능하다. 하나는 적색 어순(red word order)이라고 한다. 예를 들어, omdat ik heb gewerkt로 표시하는데, 이는 영어로 치환하면 'because I have worked'에 해당한다. 영어 어순과 같이 조동사(auxiliary verb) 'heb(hebben의 1인칭 단수 직설법 현재형)'가 과거분사(past participle) 'gewerkt' 보다 앞선다. 다른 하나는 녹색 어순(green word order)라고 한다. 예를 들어, omdat ik gewerkt heb로 표시하는데, 이는 영어로 치환하면 'because I worked have'에 해당한다. 이 경우 과거분사가 조동사보다 앞서는데 이는 독일어 문법과 같다. 구어에선 대부분 녹색 어순을 사용하며, 문어에서는 특히 신문 기사에서는 대부분 적색 어순을 사용하지만 녹색 역시 사용한다. 영어와 달리, 형용사(adjective)와 부사(adverb)는 반드시 동사보다 앞선다.
dat het boek groen is, "that the book is green". 동사군에 관하여서는 V2어순 항목 중 독일어, 네덜란드어, 아프리칸스어(Afrikaans) 항목 참조.
| Jan                                              | zei  | dat  | hij | zijn moeder | wilde  | gaan helpen |
| Jan                                              | said | that | he  | his mother  | wanted | to go help  |
| "Jan said that he wanted to go help his mother." |      |      |     |             |        |             |
시비의문문(yes–no question)에서 주절의 동사는 자주 첫번째 자리에 놓인다. 만약 동사가 두번째에 나온다면 이는 영어에서처럼 주로 불신(disbelief)의 의미를 갖는다. 즉 영어에서 'Did the prisoner escape?'는 '죄수가 탈출했는가?'라는 일반적인 의문문에 해당하며 단순히 죄수의 탈출 여부를 묻는 의도를 담고 있지만, 동사가 두번째 자리에 오는 'The prisoner escaped?'는 '정말로 죄수가 탈옥했다고?'라는 불신의 의미를 갖는 의문문이다.
| Hielp                      | Jan | zijn moeder? |
| Helped                     | Jan | his mother?  |
| "Did Jan help his mother?" |     |              |
| Wilde                                 | Jan | zijn moeder | gaan helpen? |
| Wanted                                | Jan | his mother  | to go help?  |
| "Did Jan want to go help his mother?" |     |             |              |
| Zei                                                 | Jan | dat  | hij | zijn moeder | wilde  | gaan helpen? |
| Said                                                | Jan | that | he  | his mother  | wanted | to go help?  |
| "Did Jan say that he wanted to go help his mother?" |     |      |     |             |        |              |
명령형 문장(imperative sentences)에서 주절의 동사는 항상 처음에 놓이지만, 처치 대상이 되는 혹은 목적어가 되는 사람을 가리키는 명사구(noun phrase)가 선행할 수도 있다.
| (Jan,)                        | ga | je moeder   | helpen! |
| (Jan,)                        | go | your mother | help!   |
| "(Jan,) go help your mother!" |    |             |         |
| (Jan,)                                               | zeg | dat  | je  | je moeder   | wilde  | gaan helpen! |
| (Jan,)                                               | say | that | you | your mother | wanted | to go help!  |
| "(Jan,) say that you wanted to go help your mother!" |     |      |     |             |        |              |
다음 예시에서, 종속절 내 SOV 어순은 다양한 명사구와 이들을 이끌어내는 동사를 분리하며, 상대적으로 깊은 내포성(nesting)을 갖는 구조를 만든다.
| Ik zie dat                                                               | de ouders   | de kinderen  | Jan | het huis  | hebben | laten | helpen | schilderen. |
| I see that                                                               | the parents | the children | Jan | the house | have   | let   | help   | paint       |
| "I see that the parents have let the children help Jan paint the house." |             |              |     |           |        |       |        |             |
형용사는 항상 속하는 명사 앞에 놓인다.
rode appels – red apples
영어와 반대로, 부치사구(adpositional phrase)는
시간-방법-장소(time–manner–place) 순서대로 배열하여, 시간 한정어(time modifier)가 항상 장소 한정어(place modifier) 앞에 오게 한다.
| Ik                                 | ben | dit  | jaar | naar | Frankrijk | geweest |
| I                                  | am  | this | year | to   | France    | been    |
| "I have been to France this year." |     |      |      |      |           |         |

## 명사
명사는 수(number)에 있어 단수와 복수가 있다. 격(grammatical case)은 대부분 사용하지 않지만, 격 표시를 위한 어미(ending)가 있다. 표준 네덜란드어(Standard Dutch)는 남성(masculine), 여성(feminine), 중성(neuter) 3개의 성(grammatical gender)이 있다. 그러나 네덜란드 대부분 지역에서는 남성 명사와 여성 명사 간의 문법적 구분이 사라졌으며, 통성(common gender)과 중성(neuter) 만이 남아 있다. 성은 명사마다 명확하게 표식이 있지 않기에, 각 명사마다 어떤 성인지 알아야 한다.

### 복수
복수형(plural)은 -en (pronounced /ən/ or /ə/)이나 -s를 사용하며, 전자의 경우 철자 변화가 대부분 보인다. 둘 중 어느 것이 사용되는지는 예측할 수 없지만, 약간의 일반적인 규칙은 존재한다.
- 단음절어(Single-syllable word)는 보통 -en을 사용한다.
  - deur "door" → deuren
  - boot "boat" → boten
  - huis "house" → huizen
  - dief "thief" → dieven
- 슈와(schwa) /ə/로 끝나는 단어는 주로 -s를 사용하지만, 제법 많은 단어들이 -n를 사용하며, 특히 어원이 오래될 수록 더욱 그러하다. 일부 명사는 어느 쪽이나 마음대로 취한다. 형용사의 명사화 형태는 항상 -n을 사용한다.
  - tante "aunt" → tantes
  - chocolade "chocolate" → chocolades
  - bode "messenger" → boden or bodes
  - oxide "oxide" → oxiden
  - grote "great one" → groten
- 장모음(long vowel)으로 끝나는 비교적 현대 단어들은 어퍼스트로피(apostrophe)를 붙여 -'s을 사용하지만, -ee나 -é로 끝난다면 어퍼스트로피는 붙이지 않는다. 오래된 단어들은 보통 분음부호표(diaeresis, 음을 구분하여 따로 발음된다는 것을 표시하기 위해 모음 위에 붙이는 기호)와 함께 -en이나 -ën을 사용한다.
  - baby "baby" → baby's
  - café "café, bar, pub" → cafés
  - pizza "pizza" → pizza's
  - radio "radio" → radio's
  - ree "roe" → reeën
  - la (또는 lade) "drawer" → laden (구어에서는 la's로도 사용)
- 강세 없는 -el이나 -er로 끝나는 단어는 주로 -s를 사용한다. -en은 고어나 시어에서 사용 가능하다.
  - akker "agricultural field" → akkers
  - appel "apple" → appels 혹은 (고어형) appelen (주 : 파생어 aardappel "potato"의 복수형 aardappelen은 aardappels와 함께 여전히 흔히 사용한다.)
  - lepel "spoon" → lepels
  - sleutel "key" → sleutels
  - vader "father" → vaders 혹은 (고어형) vaderen
- 두문자어(Initialism)는 마지막 음절에 따라 그 규칙을 따르며, 보통 -s를 붙이지만 가끔 -en을 사용하기도 한다.
  - APK "vehicle inspection" → APK's
  - cd "CD" → cd's

#### 모음 변화가 발생하는 복수형
고대 네덜란드어(Old Dutch)로부터 내려온 일반 명사(common noun)는 단수에서는 단모음(short vowel)이지만 복수에서는 장모음이다. 이런 식으로 짧은 i가 길어지면 긴 e가 된다.
- dag /dɑx/ "day" → dagen /ˈdaːɣə(n)/ "days"
- gebrek /ɣəˈbrɛk/ "lack, deficiency" → gebreken /ɣəˈbreːkə(n)/ "deficiencies"
- schip /sxɪp/ "ship" → schepen /ˈsxeːpə(n)/ "ships"
- slot /slɔt/ "lock" → sloten /ˈsloːtə(n)/ "locks" (sloot "ditch"의 복수형이기도 함)

이런 변화를 보이는 기타 명사들은 다음과 같다. bad "bath", bedrag "(money) contribution", bevel "command", blad "sheet of paper; magazine" (not "leaf"), (aan)bod "offer", dak "roof", dal "valley", gat "hole", gebed "prayer", gebod "commandment", gen "gene", glas "glass", god "god", hertog "duke", hof "court", hol "cave; burrow", lid "member", lot "lottery ticket", oorlog "war", pad "path", schot "shot", slag "strike, battle", smid "smith", spel "large game; spectacle" (not in the sense of a smaller everyday game), staf "staff", vat "vat, barrel", verbod "ban, prohibition", verdrag "treaty", verlof "permission", weg "road, way".
명사 stad /stɑt/ "town, city"은 복수형에서 장음화(lengthening)와 함께 독일어 움라우트(umlaut)가 있다. steden /ˈsteːdə(n)/ "towns, cities". 접미사 -heid /ɦɛit/ "-ness, -hood"로 끝나는 명사 복수형은 불규칙한 -heden /ɦeːdə(n)/이다.

#### -eren복수형
일부 중성명사(neuter noun)는 -eren 복수형이다. 이런 어미는 고대 독일어 z어간(z-stem) 명사에서 유래하였으며, 영어에서 -ren로 끝나는 명사들(children, brethren 등)과 같은 어원이다. 다음 단어들은 이런 명사들이다.
- been "bone" → beenderen (다리(leg)라는 의미로 사용하면 복수형은 규칙형의 benen)
- blad "leaf" → bladeren (종이(sheet) 혹은 잡지(magazine)라는 뜻으로 사용하면 복수형은 bladen)
- ei "egg" → eieren
- gelid "rank, file" → gelederen
- gemoed "mood, emotion" → gemoederen
- goed "good" → goederen
- hoen "fowl" → hoenderen
- kalf "calf" → kalveren
- kind "child" → kinderen
- kleed "cloth" → (고어형) klederen 혹은 kleren "clothes" (현재는 영어처럼 절대복수(plurale tantum, scissors처럼 단수형 없이 복수형으로만 쓰는 단어)
- lam "lamb" → lammeren
- lied "song" → liederen (다소 구식임. 지소사의 복수형은 자주 사용됨. liedjes)
- rad "wheel" → raderen
- rund "cattle" → runderen
- volk "people, nation" → volkeren (규칙형 volken도 사용됨)

합성어(compound)에서 사용되면 어간은 보통 -er를 포함한다. 예 : eierschaal "eggshell", kinderarbeid "child labour", klederdracht "traditional costume", rundertartaar "beef tartare". 그러나 이는 규칙이 아니며 단수형 합성어도 존재한다. eivorm "egg-shape", rundvlees "beef".

#### 외래어 복수형
라틴어 유래 명사들은 라틴어형 복수형을 사용한다. 단어와 배경의 형식에 따라, 규칙형 복수 -en이나 -s도 사용될 수 있다.
- museum "museum" → musea 혹은 museums
- politicus "politician" → politici

그리스어나 라틴어에서 차용한 현대 과학 용어 중 일부는 상기한 원어와 같이 모음 장음화(vowel lengthening) 복수형을 취한다. 이 단어들은 주로 -or로 끝나는 동작주 명사(agent noun, 행위를 하는 사람이나 사물을 나타내는 명사)이거나 -on으로 끝나는 불변화사(particle, 변화가 없는 관사나 전치사 접속사류)의 이름이다. 모음 길이 변화와 함께, 복수형에서 강세변화(stress shift)가 있다. 이러한 현상이 발생하는 라틴어의 제3격(the third declension)에서 따왔다. 각 경우마다 단수형은 라틴어 강세를 따르지만 복수형은 -on-이나 -or-에 강세를 준다. 예는 다음과 같다.
- elektron (/eːˈlɛktrɔn/ "electron") → elektronen (/eːlɛkˈtroːnə(n)/ "electrons")
- doctor (/ˈdɔktɔr/ "doctor (holder of a doctorate)") → doctoren (/dɔkˈtoːrə(n)/ "doctors")
- graviton (/ˈɣraːvitɔn/ "graviton") → gravitonen (/ɣraːviˈtoːnə(n)/ "gravitons")
- reactor (/reːˈɑktɔr/ "reactor") → reactoren (/reːɑkˈtoːrə(n)/ "reactors")

영어나 프랑스어에서 차용한 단어는 보통 -s형 복수형을 취한다. 이는 이들 언어에서의 복수형을 그대로 따른 것이다. 특히 최신 차용 단어에서 이러한 용례를 보인다.
- harddisk → harddisks
- bonbon → bonbons

### 지소사
많은 명사들은 기본형 외에도 지소사(diminutive) 형태를 갖고 있다. 작은 것 혹은 사랑스러운 성격이라는 것을 표하는데 사용한다. 지소사의 사용은 흔한만큼 명사의 굴절형 중 하나로 여긴다.
지소사를 만드는 두 가지 기본형은 -tje 혹은 -ke(n)를 붙이는 두 형태가 있다. -tje형은 표준형인 반면, -ke(n)형은 남부 브라반트(Brabant)나 림뷔르흐(Limburg) 지방 등의 방언에서 보이는 형태이다. 벨기에에서 사용되는 네덜란드어의 속어에서도 보인다. 단 네덜란드어에서 마지막 n은 삭제하므로 마지막 n은 주로 발음하지 않는다. 기본형이 어떤 성이든 상관 없이, 모든 지소사는 중성이다. 복수형은 모두 -s를 붙인다.

#### -tje형 지소사
접미사 기본형 -tje는 그것이 부착되은 명사 마지막 글자 발음에 따라 다양하게 변형된다. 단, 마찰음(fricative)이나 파열음(plosive) (-b, -c, -d, -f, -g, -ch, -k, -p, -q, -s, -sj, -t, -v, -x, -z)으로 끝나는 단어들에 붙을 때, -t-는 뺀다.
- hond → hondje
- brief → briefje
- hok → hokje
- vis → visje
- douche → doucheje (/duʃ/ → /ˈduʃ(j)ə/)
- race → raceje (/reːs/ → /ˈreːsjə/ ~ /ˈreːʃə/)

마지막 두 단어 douche와 race는 철자상으로는 모음 e로 끝나더라도 실제 발음상으로는 자음으로 끝나는 경우이기에 -t-를 제거하고 -je만 붙였다.
마지막 음절의 모음이 짧고 강세가 있으며 공명음(sonorant)이 뒤에 오면, 슈와 -e-를 추가하여 -etje이 된다.
- kom → kommetje
- pil → pilletje
- lam → lammetje
- ding → dingetje
- vriendin → vriendinnetje
- baron → baronnetje

다른 모든 경우에서, 기본형 -tje이 사용된다. 용례로는 다음과 같다.
- 강세가 있고 긴장음(tense)의 장모음 혹은 이중모음(diphthong)으로 끝나는 단어
- 강세 없는 모음으로 끝나는 단어
- -l, -n, -r이 뒤에 오며, 위의 모음 유형 중 하나로 끝나는 단어
- -m으로 끝나며 위의 모음 유형 중 하나로 끝나는 단어. 그 결과 -mtje이 되는데, 이는 -mpje로 동화(assimilation)됨
- -ng가 뒤에 붙는 위의 모음 유형으로 끝나는 단어. 그 결과 -ngtje이 되는데, 이는 -nkje로 동화됨

마지막 모음이 장음이면, -tje도 그에 따라 두 배가 된다. 마지막 -i는 본토 네덜란드 단어에서는 없지만, -ie로 바뀐다. 마지막이 -y로 끝날 경우 어퍼스트로피를 쓴다.
- koe → koetje
- auto → autootje
- mama → mamaatje
- vrouw → vrouwtje
- taxi → taxietje
- baby → baby'tje
- school → schooltje
- kuil → kuiltje
- maan → maantje
- muur → muurtje
- appel → appeltje
- boom → boompje
- duim → duimpje
- bodem → bodempje
- koning → koninkje
- houding → houdinkje

oe와 ie는 규칙이 모호하다. 많은 방언에서는 단음이지만 일부에서는 장음이기에, -e-를 붙이거나 붙이지 않을 수 있다.
- bloem → bloemetje 혹은 bloempje (그러나 bloemetje는 다른 의미가 있다.bouquet)[4]
- wiel → wieltje 혹은 wieletje

#### -ke(n)형 지소사
남부에서는 어미 -ke(n)가 대신 사용된다. 마찬가지로 앞에 나오는 발음에 따라 달라진다. -tje형 규칙과 흡사하다.
고어형은 -ken이었는게, 이는 동일어원의 독일어 어미 -chen과 유사하다. 현대 네덜란드어에선 마지막 n이 삭제되는 현상(final n-deletion)때문에 오늘날에는 거의 사용하지 않지만, 전통 시기 문헌 혹은 현재 인명에서는 여전히 발견된다. 일례로 인명 Manneken Pis가 있다.

연구개음(velar consonant) (-g, -ch, -k, -ng)으로 끝나는 단어의 경우, 이화사(dissimilative) -s-이 삽입되어 -ske(n)이 왼다.
- dag → dagske
- lach → lachske
- stok → stokske
- ding → dingske
- koning → koningske

다음 세 경우에는 -e-이 삽입되어 -eke(n)이 된다.
- 비연구개 파열음(non-velar plosive) (-p, -b, -t, -d)으로 끝나는 단어
- -n으로 끝나는 단어. 이는 연구개음은 아니지만 뒤에 오는 -k- 앞에서 동화됨
- 강세를 받는 단모음 뒤에 -m, -l, -r이 붙는 형태의 어미로 끝나는 단어

예 :
- hond → hondeke
- voet → voeteke
- map → mappeke
- boon → boneke
- bon → bonneke
- kom → kommeke
- hol → holleke
- bar → barreke

다른 모든 경우에서 어미 기본형은 -ke(n)이다. 이는 다음과 같다.
- 모음으로 끝나는 단어
- 비연구개음의 마찰음(-f, -v, -s, -z)으로 끝나는 단어
- 장모음, 이중모음, 비강세 모음 다음에 -m, -l, -r이 오는 형태의 어미로 끝나는 단어

예 :
- mama → mamake
- koe → koeke
- slof → slofke
- doos → dooske
- school → schoolke
- muur → muurke
- boom → boomke
- bodem → bodemke

#### 지소사의 움라우트
표준 내덜란드어는 물론 대부분의 방언에서는 문법 표지로서 독일식 움라우트(umlaut)가 사용되지 않는다. 그러나 브라반트, 림뷔르흐, 저지대 색슨(Low Saxon) 지역 등 동부 방언 일부에선 지소사 선행모음(preceding vowel)에 규칙성 움라우트가 붙는다. 이는 표준어가 아닌만큼, 지방 느낌을 살려주려는 경우를 제외하고는 문어에서도 드물게 사용한다. 그러나 구어에서는 좀더 흔히 사용된다. 예로는 다음과 같다.
- man → menneke
- boom → beumke
- pop → pupke

#### 불규칙 복수명사 지소사
불규칙 복수형 명사는 지소사에서도 불규칙성을 보인다. 그러나 동시에 규칙성을 띤 것도 있다. 일부 명사에서 불규칙성은 지소사의 복수형에서 보다 흔하며, 단수형에서는 거의 나타나지 않는다. 예시는 다음과 같다.
- blad "leaf; sheet of paper" → blaadje "small leaf; folio", in plural also bladertjes
- dag "day" → dagje "short day", in plural also daagjes
- glas "drinking glass" → glaasje "small glass"
- kind "child" → kindje "toddler", in plural also kindertjes
- pad "path" → paadje "narrow or short path" (vs. pad "toad" → padje "toadlet")
- rad "wheel" → radje or radertje "little wheel"
- schip "ship" → scheepje "little ship"
- spel "game" → speeltje "toy"
- vat "barrel" → vaatje "small barrel"

### 격
명사격(Noun cases)은 1940년대까지 표준 맞춤법으로 규정되어 있었다. 그러나 구어에서는 이미 오래전부터 소멸되어 왔기에 이후로는 폐지되었다. 때문에 현재는 일부 관용구(set phrase)에만 사용되는 고어적 문법이 되었다. 이전 시기 네덜란드어의 격 체계는 현대 독일어의 격 체계와 비슷하게 4격으로 구성된다.
- 주격(Nominative case) : 주어
- 속격(Genitive case) : 소유 혹은 관계 표시
- 여격(Dative case) : 간접 목적어, 전치사의 목적어
- 대격(Accusative case) : 직접 목적어, 전치사의 목적어

현재는 주격과 속격만이 사용되고 있으나, 속격도 거의 사용되지 않은 채 간신히 살아남아 있다. 주격을 제외한 나머지 세 격의 관용구 용례는 다음과 같다.
- 속격 : de dag des oordeels "judgement day", Koninkrijk der Nederlanden "Kingdom of the Nederlands"
- 여격 : in feite "in fact", heden ten dage "nowadays", bij dezen "hereby"
- 대격 : op den duur "eventually", goedenavond "good evening"

현대 네덜란드어에서는 격의 역할을 전치사와 어순이 대신하게 되었다. 예를 들어, 현재는 직접 목적어 앞에 간접 목적어를 두는 어순을 통해, 혹은 영어의 to에 해당하는 전치사 'aan'을 간접목적어와 함께 사용하는 방식을 통해, 직접 목적어와 간접 목적어의 차이를 두고 있다. 속격은 영어 of에 해당하는 전치사 'van'으로 대체되었다. 전치사와 함께 격을 사용하는 용례 역시 소멸되었다.
그러나 격은 종종 사용되기도 하는데, 이는 번역차용(calque)에서 보인다. 특히 속격의 경우가 흔한데, 이는 공식적인 것이라는 것을 강조하기 위해 사용한다. 이런 격이 원래 어떻게 사용되었는가에 대하여서 사용자들은 잘 모르는 경우가 많다. 사람들은 고대 남성/중성 속격 관사 des와 그에 상응하는 명사 어미(noun ending) -s를, 어미가 없는 여성형 혹은 복수형 관사 der와 혼동한다.

## 관사
네덜란드어는 영어의 'the'에 해당하는 정관사(definite article)와 'a(n)'에 해당하는 부정관사(indefinite article)가 있다.
|               | 남성      | 여성       | 중성      |
| ------------- | --------- | ---------- | --------- |
| 정관사 단수   | de man    | de vrouw   | het huis  |
| 정관사 복수   | de mannen | de vrouwen | de huizen |
| 부정관사 단수 | een man   | een vrouw  | een huis  |

Het와 een은 각각 /ət/와 /ən/으로 발음된다. 이러한 발음의 특성을 반영하여 각각 't, 'n으로 축약하여 표기하기도 한다.
복수형은 부정관사가 없이 명사 그대로 사용된다. 그러나 부정형 부정관사(negative indefinite article)로 영어의 'no, not a, not any'에 해당하는 것으로 geen이 있다. een처럼 성이나 수에 굴절하지 않는 불변형이다.
- Dat is geen man ("That is not a man")
- Dat is geen vrouw ("That is not a woman")
- Dat is geen huis ("That is not a house")
- Dat zijn geen mannen ("Those aren't men")
- Ik heb geen water ("I have no water", "I don't have any water")

과거에는 관사 역시 공식적으로는 각각의 격에 따라 다른 형태를 가지고 있었다. 네덜란드 고어 격변화(Archaic Dutch declension) 참조.

## 형용사•부사
명사구에서 형용사는 명사 앞 관사 뒤에 둔다.

### 굴절
형용사의 굴절은 뒤에 오는 명사의 성과 수를 따른다. 여타 게르만어(Germanic languanges)처럼 형용사 역시 한정성(definiteness) 때문에 굴절된다. 정관사(definite article), 지시 한정사(demonstrative determiner), 소유 한정사(possessive determiner), 기타 특정 사물을 다른 것과 분리시키는 역할을 하는 단어 종류가 앞에 오면, 형용사 정형(definite form)을 사용한다. 반대로 부정관사(indefinite article), 부정 한정사(indefinite determiner)(veel "many" 혹은 alle "all" 종류)의 경우, 형용사 부정형(indefinite form)이 사용된다.
형용사의 굴절을 결정하는 다른 여러 양상들에도 불구하고, 형용사는 주요 형태 두 가지로 발생한다. 무굴절형(uninflected form) 혹은 기본형(base form)은 어떤 어미도 붙지 않은 형용사를 말한다. 굴절형(inflected form)은 어미 -e가 있다. 형용사 굴절은 다음과 같다.
|        | 남성           | 여성             | 중성            | 복수                              |
| ------ | -------------- | ---------------- | --------------- | --------------------------------- |
| 부정형 | een kleine man | een kleine vrouw | een klein huis  | kleine mannen, vrouwen, huizen    |
| 정형   | de kleine man  | de kleine vrouw  | het kleine huis | de kleine mannen, vrouwen, huizen |

형용사는 한정 형용사(attributive adjective)로 역할할 경우에만 굴절하여, 명사 앞에 나와서 명사를 변형한다. 서술 형용사(predicative adjective) 역할은 계사(copula) 역할의 동사 하나와 함께 서술형 문장(predicative sentence)에 사용되는데, 굴절되지 않으며 항상 무굴절형을 사용한다. 비교하면 다음과 같다.
- de kleine man ("the small man") — de man is klein ("the man is small")
- kleine huizen ("small houses") — huizen zijn klein ("houses are small")

-en으로 끝나는 대부분의 형용사들은 굴절형이 없다. 물질에 관한 형용사(adjectives for materials), 강변화 동사(strong verb)의 과거분사(past participate) 등이 이에 포함된다.
- de houten stoel ("the wooden chair")
- het stenen huis ("the brick house")
- de gebroken lampen ("the broken lamps")

무굴절형에서 모음 하나로 끝나는 형용사는 드물며, 고정된 규칙은 없다. 비굴절형과 굴절형은 대부분 같지만, -ë가 추가로 붙는다.

#### 무굴절형 추가 활용
무굴절 형용사(uninflected adjective)는 다른 맥락에서 발견되기도 한다. 중성명사에서, 관용구의 일부로서 형용사가 명사의 한 일부분일 경우, 정형 단수형에서 무굴절형을 사용하기도 한다.
- het openbaar vervoer ("the public transport", 특정 실체로서)
- het openbare vervoer ("the public transport", 공공의 교통수단을 의미, 어떤 교통수단도 될 수 있음)
- het groot woordenboek van de Nederlandse taal ("the big dictionary of the Dutch language", 고유 제목으로서)
- het grote woordenboek van de Nederlandse taal ("the big dictionary of the Dutch language", 우연히 큰 사전)
- het Burgerlijk Wetboek ("the civil code", 고유명사로서)

개인의 성격을 표현하는 경우, 사람을 묘사하는 한정 형용사(indefinite adjective)는 무굴절일 때도 있다. 문체상 중성은 아니지만 공식적, 수사적, 시적 고리(ring)가 거기에 붙는다. 그리고 형용사의 축자적 의미와 비유적 의미를 구분하기도 한다. 또한 일부 명사에만 사용된다.
- een talentvol schrijver ("a talented writer") — een talentvolle schrijver (the same)
- een groot man ("a great man"; 비유적 의미) — een grote man ("a big/tall man"; 문면적 의미) — een grote vrouw ("a great/big/tall woman"; -e는 항상 vrouw와 같이 쓴다)

### 부분사
형용사는 부분사(partitive)라는 특별형이 있다. iets ‘something’, niets ‘nothing’, veel ‘much, a lot’, weinig ‘little, a few’와 같은 부정대명사(indefinite pronoun) 뒤에 붙는다. 부분형(partitive form)은 어미 -s를 취한다.
- Vertel me iets interessants. ("Tell me something interesting.")
- Ik heb iemand nieuws leren kennen. ("I've got to meet somebody new.")

-s 혹은 -sch로 끝나는 형용사는 부분사를 사용하지 않는다.
- Ik heb iets paars aangetrokken. ("I've put on something purple.") (the base form is already paars)
- Er is niet veel fantastisch aan. ("There isn't much fantastic about it.")

장모음으로 끝나는 일부 형용사는 특정 명사 복수형처럼 어퍼스트로피가 첨부된 -'s를 대신 취한다.
- Ik vond paars niet zo mooi, dus heb ik nu iets lila's. ("I didn't like purple so much, so now I have something lilac.")

### 부사로 사용되는 형용사
형용사 무굴절형은 부사로도 가능하다. 이로 인해 네덜란드어에서는 형용사와 부사의 구분이 어려울 때가 있다.
- Dat is een snelle auto. De auto rijdt snel. ("That is a fast car. The car drives fast.")
- Wij werden vriendelijk begroet door die vriendelijke mensen. ("We were kindly welcomed by those kind people.")

### 명사로 사용되는 형용사
형용사 무굴절형은 명사로도 사용된다. 다음 세 경우가 있다.
- 형용사가 지시하는 명사는 생략되지만 내포되어 있다. 형용사는 명사가 있는 것처럼 굴절한다. 그러나 굴절형은 부정형 중성 단수에서도 사용한다.
  - Je kunt deze auto kopen in verschillende kleuren. Wil je de groene, de blauwe of de gele? ("You can buy this car in various colours. Do you want the green, the blue or the yellow one?")
  - Wij hebben drie kinderen, twee grote en een kleine. ("We have three children, two big ones and a small one.", alternatively Wij hebben drie kinderen, twee grote en een klein.)
- 사람을 지시하는 경우, 형용사는 본질적으로 남성/여성 명사로 사용된다. -e는 추가되며, -en으로 끝나는 명사에도 추가된다. 복수형은 -n과 함께 쓴다.
  - Je rijdt als een blinde! ("You drive like a blind person!")
  - Waar ben je, mijn geliefde? ("Where are you, my loved one?")
  - Laat de gevangene vrij! ("Release the prisoner!", from the past participle gevangen "captured, imprisoned")
  - De rijken moeten de armen helpen. ("The rich should help the poor.")
- 개념(concept)을 설명하는 데에는 형용사가 중성 물질명사(mass noun)로 사용된다.
  - Ik kan geen antwoord geven, omdat ik het gevraagde niet begrijp. ("I can't answer, because I don't understand what was asked.")
  - Angst voor het onbekende is heel gewoon. ("Fear of the unknown is very normal.")

### 비교급•최상급
형용사 비교형은 긍정형(positive), 비교급(comparative), 최상급(superlative) 세 가지가 있다. 비교급과 최상급은 형용사에 어미를 추가하는 식으로 만드는 합성형(synthetic form), meer "more"와 meest "most"를 사용하는 것을 통해 만드는 분해형(analytic form)이 있다. 이러한 방법은 영어와 같지만, 분해형은 영어에 비해 빈도가 적다. 분해형은 단어가 특별히 길거나 발음하기 어려울 때만 사용한다.
비교급은 기본형에 -er를 추가한다.-r로 끝나는 형용사의 비교급은 -der를 붙인다. 비교급은 그 자체로 형용사로서 굴절하며 굴절형과 부분형이 있다. 무굴절 비교급은 부사로도 사용한다.
- Ik ben groot, maar jij bent groter. ("I'm big, but you're bigger.")
- Dit speelgoed kan gevaarlijk zijn voor kleinere kinderen. ("This toy can be dangerous for smaller children.")
- Deze jas is duurder. ("This coat is more expensive.")
- Heb je niets goedkopers? ("Do you have nothing cheaper?")
- Dat heb je nog fantastischer gedaan dan de vorige keer! ("You did it even more fantastically than last time!")

최상급은 뒤에 -st를 붙인다. 부분사에-t를 붙인 것과 같으며, 같은 규칙이 적용된다. 형용사가 -s나 -sch로 끝나면 이는 -st와 -scht가 되지만, 이러한 형태는 사용하는 경우가 드물며,meest를 사용하는 분해형으로 만드는 것이 더 선호된다.
- De Mont Blanc is de hoogste berg van de Alpen. ("Mont Blanc is the highest mountain of the Alps.")
- Dit is het vieste toilet dat ik ooit heb gezien. ("This is the dirtiest toilet I've ever seen.", alternatively Dit is het meest vieze toilet)

한 사물을 다른 모든 사물들과 구분하기 위하여 사용하기에, 영어에서처럼 최상급은 보통 정관사를 동반한다. 때문에 무굴절형이 거의 없다. 서술형 문장에서도 정관사가 앞에 나오는 형태로 사용하기에, 숨겨진 명사(implied noun)가 있는 명사구처럼 보인다.
- Deze jas is de duurste. ("This coat is the most expensive.")
- Dit huis is het grootste. ("This house is the biggest.")

부사로 사용하면 최상급 앞에는 중성 관사 het이 항상 온다. 영어에서는 최상급을 부사로 사용할 때 관사의 유무는 선택적이라는 점에서 다르다. 무굴절형이든 굴절형이든 의미 차이 없이 사용될 수 있다. 이 형태는 서술형 문장의 일부로 사용될 수 있지만, 이는 성의 불일치를 야기하기에 일견 이상하게 보일 수 있다. 그러나 문법적으로 맞는 것이다.
- Deze jas is het duurst(e). ("This coat is (the) most expensive")
- Dit huis is het grootst(e). ("This house is (the) biggest.")
- Onze auto rijdt het hardst(e) van allemaal. ("Our car drives (the) fastest of all.")

첫번째 문장 'This coat is the most expensive.'은 위의 예시의 첫번째 문장과 의미상 같다. 이 두 문장은 서로 치환 가능하지만, 분석상 다른 문장이다. 관사 de로 인해 숨겨진 명사가 하나 있으며, 가장 비싼 하나("the most expensive one")라고 해석할 수 있다. 또한 최상급은 이 경우 굴절형이어야 하는데, de duurst는 틀릴 수 있다. 관사 het 때문에 숨겨진 명사는 없으며, 굴절형(het duurste)과 무굴절형(het duurst)을 쓸 수 있다.
일부 비교급과 최상급은 보충법(suppletion)을 따르며, 기본형과 다른 어원을 사용한다. 이는 불규칙적이다. 영어 good의 비교급과 최상급은 better와 best라는 점이 보충법의 좋은 예이다.
- goed, beter, best ‘good/well, better, best’
- veel, meer, meest ‘much/many, more, most’
- weinig, minder, minst ‘little/few, less/fewer, least/fewest’
- graag, liever, liefst ‘willingly/gladly, rather/more preferably, most preferably’
- dikwijls, vaker, vaakst ‘often, more often, most often’

'형용사+부사' 혹은 '형용사+분사' 형의 합성어는 부사나 분사 부분만 바뀐다.
- dichtbij, dichterbij, dichtstbij ‘close/nearby, closer, closest’
- dichtbevolkt, dichter bevolkt, dichtstbevolkt ‘densely populated, more densely populated, most densely populated’

## 대명사•한정사

### 인칭대명사
영어에서처럼 네덜란드어 인칭대명사도 격에 따라 구별한다. 주격(nominative case)(주어)과 대격(accusative case)/여격(dative case)(목적어)이 그것이다. 이러한 구분은 대격 3인칭 복수 대명사 hen과 여격 hun 사이에 이뤄졌었으나, 이는 인위적일 뿐더러 모두 같은 단어의 실제 변형에 속한다. 두 격은 현재 학생들에게 가르치기도 하며 공식 네덜란드어에서도 사용되기도 하지만 일상 구어에서는 이러한 구분이 없다.
다른 유럽 언어들초럼 네덜란드어 역시 인칭대명사에 T-V 구분(T-V distinction, 2인칭 단수에 대한 비칭 혹은 대칭의 tu와 존칭의 vos 공존)이 있다. 청자를 지칭하는 2인칭 대명사 비공식 및 공식 형태가 있다. 그러나 대명사가 발전해 온 방식이 상대적으로 복잡하고 방언에 따라 다르기에, 프랑스어나 독일어보다는 간단치 않다. 고대 게르만어(old Germanic)/인도-유럽어(Indo-European languages)의 2인칭 단수 대명사 du / doe (영어 thou)는 중세 네덜란드어에서 사용하지 않게 되었지만, 밀접하게 연관된 림뷔르흐어(Limburgish)와 이웃하는 저지대 독일어(Low German), 서프리지아어(West Frisian), 독일어에서는 지금도 남아 있다. 고어에서 단수 대명사는 복수형으로 대체되었는데 방언에 따라 조금씩 다르다. 남부 방언에서는 gij인 반면 북부 방언에서는 jij이다. 이는 영어에서도 발생하였다. 한때는 T-V 구분이 있었으나 고어의 비공식 대명사 thou가 소멸되면서 사라졌다. 그러나 네덜란드어에서는 더 많은 변화가 발생하였고 남북이 서로 다르게 발전하였다.
- 북부 및 표준 네덜란드어에서는 새로운 공식적 대명사 u가 도입되었는데, 이로 인해 jij는 완전히 비공식적인 것이 되었다. 고어 단수형에 lie(den) "people"을 추가함으로써 새로운 2인칭 복수 대명사도 만들어졌다.(영어의 y'all에 비견됨). 이로 인해 많은 사람들에게 말할 때 사용하는 비공식 대명사 jullie가 생겼다. 공식 대명사 u는 단수와 복수 모두 사용된다.
- 많은 남부 방언에서는 오래된 상황이 그대로 유지되어 gij가 한 사람에게 말할 때 사용하는 중립적인 것으로 지금도 사용되고 있다. 그러나 북부에서처럼 비공식적인 jij와 공식적인 u가 남부 표준어에서도 흔히 사용된다.
- 많은 방언들은 각자 고유의 대명사 복수형을 만들었다. 남부 방언에서는 2인칭 복수 대명사로 gijlie나 이와 유사한 것이 있으며, 3인칭 복수 대명사(영어의 they에 해당)로 hullie가 있는데, 이는 후에 아프리칸스어(Afrikaans)에서 표준어가 된다. 이런 형태들은 표준 네덜란드어(standard Dutch)가 아니다.

많은 대명사들은 강세형(stressed form)과 비강세형(unstressed form, 혹은 접어형 clitic form)이 있다. 강세형은 원형의 온전한 모음을 가지고 있고 특정 강조나 반대가 필요할 때 사용한다. 비강세형은 슈와 /ə/가 있는 모음을 대체하고 다른 격에 사용된다. 비강세형은 괄호 안에 있다. 어퍼스트로피나 하이픈을 통해 철자화되어 있는 것들은 공식 문어에서는 사용하지 않는다.
| 인칭               | 주어        | 목적어         |
| ------------------ | ----------- | -------------- |
| 1인칭 단수         | ik ('k)     | mij (me)       |
| 2인칭 단수, 비공식 | jij (je)    | jou (je)       |
| 2인칭 단수, 공식   | u           | u              |
| 2인칭 단수, 남부   | gij (ge)    | u              |
| 3인칭 단수, 남성   | hij (-ie)   | hem ('m)       |
| 3인칭 단수, 여성   | zij (ze)    | haar ('r, d'r) |
| 3인칭 단수, 중성   | het ('t)    | het ('t)       |
|                    |             |                |
| 1인칭 복수         | wij (we)    | ons            |
| 2인칭 복수, 비공식 | jullie (je) | jullie (je)    |
| 2인칭 복수, 공식   | u           | u              |
| 2인칭 복수, 남부   | gij (ge)    | u              |
| 3인칭 복수, 사람   | zij (ze)    | hun, hen (ze)  |
| 3인칭 복수, 사물   | zij (ze)    | die (ze)       |

표준어에서 대명사는 남성과 여성의 차이가 유의미한 유일한 부분이다. 그 결과 재명사 활용은 얼마나 많은 성을 화자가 구별하는가에 따라 다르다. 북부에서는 여성 대명사를 여성에게 사용하고 남성 대명사를 남성과 통성(남성 혹은 여성)에 사용한다. 남부에서는 여성 대명사를 여성 명사에 사용하고 남성 대명사는 남성 명사에 사용한다.
표준어에서는 3인칭 복수에서 hen을 직접목적어로 사용하고 hun을 간접목적어로 사용한다. 이러한 구분은 17세기에 인위적으로 도입되었으며, 구어에서는 대부분 무시하고 있어서 네덜란드어 사용자들은 잘 모른다. 그 결과 3인칭 복수형 hun과 hen은 일상에서는 상호 치환될 수 있는데, hun이 보다 흔히 사용된다. 공통의 비강세형 ze 역시 직접목적어와 간접목적어로 사용하며, 어떤 형을 쓸지 모를 때 이를 피하기 위하여 사용할 수 있다.
서부 및 청년층 중 비공식 구어에서 hun은 주어 대명사로 사용되기도 한다. 이는 매우 속된 것이라 비난받는다.

### 소유 한정사
소유 한정사(possessive determiner)도 강세형과 비강세형이 있다.
| 인칭               | 무굴절         | 굴절  |
| ------------------ | -------------- | ----- |
| 1인칭 단수         | mijn (m'n)     | mijne |
| 2인칭 단수, 비공식 | jouw (je)      | jouwe |
| 2인칭 단수, 공식   | uw             | uwe   |
| 2인칭 단수, 남부   | uw             | uwe   |
| 3인칭 단수, 남성   | zijn (z'n)     | zijne |
| 3인칭 단수, 여성   | haar ('r, d'r) | hare  |
| 3인칭 단수, 중성   | zijn (z'n)     | zijne |
|                    |                |       |
| 1인칭 복수         | ons            | onze  |
| 2인칭 복수, 비공식 | jullie (je)    | —     |
| 2인칭 복수, 공식   | uw             | uwe   |
| 2인칭 복수, 남부   | uw             | uwe   |
| 3인칭 복수         | hun            | hunne |

형용사와 달리 소유 한정사는 한정적으로 사용할 때 굴절되지 않는다. 따라서 다음과 같다.
- Hij is mijn man. ("He is my husband.")
- Dat is mijn huis. ("That is my house.")

단 예외로 ons는 부정 형용사(indefinite adjective)처럼 굴절되어 남성, 여성, 복수명사와 사용될 때 -e를 받는다. 소유 한정사는 자체로는 의미상 정형(definite)이기에, 소유격(possessive) 자체는 정형이 아니더라도 그 뒤에 오는 형용사는 정형이 된다.
- ons grote huis ("our big house")
- onze grote huizen ("our big houses").

한정사가 서술형으로 사용될 때 굴절형도 사용된다. 이 경우 항상 정관사가 먼저 오고, 숨겨진 명사가 있는 것처럼 보인다. 예를 들어 Dit is mijn auto. De auto is de mijne. ("This is my car. The car is mine.", 글자 그대로는 "The car is the my one"). Jullie는 굴절형이 없으며 문장은 보통 van으로 대신 사용된다. De auto is van jullie. ("The car is of you.")
문어에서 격 체계가 폐기되기 전, ons뿐 아니라 모든 소유 한정사는 부정 형용사로 굴절되었다. 이들은 격에 따라 굴절되기도 하였다. 현대에는 더 이상 활용되지 않지만 일부는 여전히 관용구에서 흔적이 남아 있다.

### 지시 한정사
영어처럼 네덜란드어에도 거리의 정도에 따라 두 가지 지사사가 있다. 제3의 불특정 지시사고 있는데, 이는 인칭 대명사에 의해 수행된다. 아래 대명 부사(pronominal adverb) 항목에서 자세하다.
지시사(demonstrative)는 부정 형용사처럼 굴절되나 불규칙하다. 지시사는 의미상 정형이기에 뒤에 오는 형용사들은 정형이 된다.
|      | 남성 | 여성 | 중성 |
| 단수 | deze | deze | dit  |
| 복수 | deze | deze | deze |

|      | 남성 | 여성 | 중성 |
| 단수 | die  | die  | dat  |
| 복수 | die  | die  | die  |

지시 대명사가 계사적 동사와 함께 외용(外用, exophora, 텍스트에 언급되지 않은 것을 언급하는 것)한 명사로 활용할 경우, 항상 무굴절형 dit과 dat이 사용된다.
- Dit is mijn nieuwe auto. Ik heb deze gisteren gekocht. ("This is my new car. I bought this one yesterday.")

auto는 통성임에도 deze 형을 사용한다. 이 문장에서 첫 대명사(dit)는 외용으로 사용한 것이나, 두번째 대명사(deze)는 auto를 지시한 것이다.
외용 대명사(exophoric pronoun)는 서술형 문장(predicative sentence)에서 사용하면 항상 보어(complement)형이며 주어형이어선 안된다. 동사 굴절은 다른 논리를 따르며, 대명사에 상관없이 복수형이다.
- Dat is een nieuw huis. ("That is a new house")
- Dit is mijn vader. ("This is my father")
- Dat zijn nieuwe huizen. ("Those are new houses", 단수 dat가 복수 동사 zijn와 어울리고 복수 명사 huizen과 호응한다는 것에 주의할 필요가 있다.)
- Dit zijn mijn kinderen. ("These are my children", same with dit)

### 대명부사
대명부사(pronominal adverb)는 의미상 대명사에 상당하지만 그 역할을 대신하는 장소부사(location adverb)를 말한다. '전치사+대명사' 형태의 구를 '(대명사의 의미에 가까운) 장소부사+전치사'의 한 단어로 만드는 것이다. 영어에도 있지만 드물다. 예를 들어 thereby ("by that"), herewith ("with this"), whereupon ("upon what" or "upon which") 등이 있다.
대명부사는 전치사와 대명사의 조합을 대체하기 위하여 사용한다. 네덜란드어에서는 흔하며 일부에선 의무적으로 사용해야 한다. 다음 표는 부사형태를 갖는 대명사들이다.
| 유형             | 대명사                     | 부사    | 의미                               |
| ---------------- | -------------------------- | ------- | ---------------------------------- |
| 인칭             | hem, haar, het, hun/hen/ze | er      | him, her, it, them, there (불특정) |
| 근접지시         | dit                        | hier    | this, here                         |
| 원격지시         | dat                        | daar    | that, there                        |
| 의문 혹은 관계   | wat, welk, welke           | waar    | what, which, where                 |
| 전칭             | alles                      | overal  | everything, everywhere             |
| 부정(indefinite) | iets                       | ergens  | something, somewhere               |
| 부정(negative)   | niets                      | nergens | nothing, nowhere                   |

'전치사+대명사' 조합과 대명부사 모두 사용되지만, 대명부사형이 더 흔하다. 대명사는 그것에 대해 특정해야 할 때 주로 사용한다. 중성대명사 het는 전치사 목적어로 사용할 수 없다. 부사형은 의무적으로 사용해야 한다. 전치사 1개와 관계대명사 1개의 조합 역시 보통 대명부사로 대체된다. 예를 들어 de 조합 형태met dewelke (with which)은 고어적 표현이며 항상 waarmee (wherewith)로 대체된다. 남성대명사와 여성대명사는 특히 사람을 지칭할 때 대명사형에서 더 자주 사용되지만, 대명부사형도 가끔 사용한다.
대명부사는 대명사를 상응하는 장소부사로 바꾸고 전치사를 부사형으로 바꾼 후 순서를 바꾸는 식으로 만든다. 장소부사 overal, ergens, nergens는 전치사 부분과 한칸 띄워 쓰지만, 다른 네가지는 붙여 쓴다. 예는 다음과 같다.
- Ik reken op je steun. ("I'm counting on your support.")
- Ik reken erop. ("I'm counting on it.")
- Ik reken nergens op. ("I'm counting on nothing.", 더 자유롭게는 "I'm not counting on anything.")

전치사 대부분은 대명부사형과 같지만 두 가지 예외가 있다.
- met "with" → mee
  - Hij stemt met alle voorstellen in. ("He agrees with all proposals.")
  - Hij stemt ermee in. ("He agrees with it.")
  - Hij stemt overal mee in. ("He agrees with everything.")
- tot "(up) to" → toe
  - Ik kan me niet brengen tot deze wandaden. ("I can't bring myself to (commit) these atrocities.")
  - Ik kan me hiertoe niet brengen. ("I can't bring myself to this.")

대명부사를 갖지 않는 sinds, via, vanwege 같은 전치사도 있다. 이들을 가지고 관계 구문(relative construction)을 만들기 어려운데, 관계대명사 dewelke, hetwelk 등은 구식이 되어가기 때문이다.
반대로 전치사로 사용할 수 없는 전치부사(prepositional adverb) heen 혹은 af가 있지만, 이들은 대명부사나 구동사(separable verb)의 일부분으로 사용한다.
부사적 대명사(adverbial pronoun)와 전치부사(prepositional adverb)는 서로 분리할 수 있으며, 전치사 부분은 절(clause) 끝에 둔다. 그러나 이는 항상 그러한 것이 아니며 일부 상황에서는 같이 두기도 한다.
- Daar reken ik op. ("That, I am counting on."), 함께 조합할 수도 있다. : Daarop reken ik. or Ik reken daarop.
- Ik reken er niet op. ("I am not counting on it."), 여기서는 반드시 분리시켜야 한다.

네덜란드어에서 마지막 단어 op는 보통 전치사가 아니라 부사로 분석된다. 따라서 문장이 전치사로 끝나서는 안된다는 규칙이 엄격하게 적용되고 있는 것이다.

## 동사
네덜란드어 동사는 인칭(person), 수(number), 시제(tense) 2개, 서법(mood) 3개에 따라 굴절된다. 그러나 어형융합(syncretism)이 상당하다. 현대에서는 현재형 단수 직설형(indicative)만이 인칭마다 다른 형태를 가지고 있으며, 기타 수, 시제, 서법 등에서는 모든 인칭마다 한 형태만 가지고 있다.
네덜란드어 동사는 현재와 과거 두 시제에서만 굴절된다.
- 현재시제(present tense)는 현재 혹은 미래를 지시하며, 비과거(non-past) 시제라고도 볼 수 있다.

규칙적(punctual), 진행적(progressive), 습관적(habitual) 행동도 표현할 수 있다.
- 과거시제(past tense)는 과거를 지시한다. 논의되는 시간대에 진행하거나 습관적으로 하는 행동을 포함하여, 재언급되는 사건의 일련 과정에 있어 규칙적일 수도 있다. 완료된(completed) 규칙적인 사건들은 현재형이 적합하기에 과거시제로 지시하지는 않는다. 대신 우회적인 현재 완료(periphrastic present perfect)가 이 역할을 한다. 네덜란드어 ik heb gisteren mijn vriend ontmoet를 영어I met my friend yesterday와 대비해 보면, 논의되는 시제는 과거지만 현재에 적합하다고 여겨진다.

또한 동사는 서법에 따라 굴절된다.
- 직설법(indicative mood)은 네덜란드어 기본 서법이며 일반적 진술에 사용된다.
- 접속법(subjunctive mood)은 가설적(hypothetical) 혹은 소망적(desired) 진술에 사용된다. 어형융합으로 인해, 현재형 단수 직설법과만 명료하게 구분된다. 현대 네덜란드어에서는 일부 공식 문구에서만 제한적으로 사용한다. 예를 들어 leve de koning "long live the king" 혹은 mogen zij in vrede rusten "may they rest in peace" 등이 있다. 보통 직설법이나 우회적 조건법(periphrastic conditional phrase)으로 대체된다.
- 명령법(imperative mood)은 지시할 때 사용한다. 2인칭만 존재한다. 타 인칭에 대한 명령형은 울히적으로 표현한다.(laten we... "let's..."). 현대에는 단수 및 복수 명령형 모두에 단 하나의 명령형만 사용한다. 고대에는 복수 명령형이 따로 있었으나 사용하지 않으면서, 현재는 고어적 혹은 지나친 공식적 표현이 되어버렸다.

미래시제(future tense), 수동태(passive voice), 진행상(progressive aspect), 완료상(perfect aspect)은 우회적으로 표현한다. 동사마다 부정사(infinitive), 현재분사(present participle), 과거분사(past participle)이 있다.

### 동사활용
네덜란드어 동사활용(conjugation)은 표준 독일어(Standard German), 저지대 독일어(Low German) 등 서게르만어(West Germanic languages) 계통과 가장 유사하고, 기타 다른 게르만어 계통과도 다소 닮았다. 네덜란드어는 게르만조어(Proto-Germanic)에서 온 2가지 주요 동사 유형인 약변화 동사(Germanic weak verb, 영어에서 과거형 및 과거분사형이 -ed를 붙이는 식으로 규칙 변화형을 갖는 동사)와 강변화 동사(Germanic strong verb, 영어에서 불규칙 변화형 동사)를 가지고 있다. 완료-현재동사(Preterite-present verb)도 현재형이지만 불규칙형으로 간주한다. 모든 규칙 동사는 현재형은 같은 형태이기에(부정사 및 현재분사도 포함), 강변화 동사와 약변화 동사 구분은 과거형에서 문제가 된다.
다음은 어미에 대한 일반적 개괄이다.
| 부정사            | -en  | -en            | -en       |
| 직설법            |      |                |           |
|                   | 현재 | 약세 과거      | 강세 과거 |
| 1인칭 단수        | -    | -de, -te       | -         |
| 2인칭 단수 jij    | -(t) | -de, -te       | -         |
| 2인칭 단•복수 gij | -t   | -de(t), -te(t) | -t        |
| 2인칭 단•복수 u   | -t   | -de, -te       | -         |
| 3인칭 단수        | -t   | -de, -te       | -         |
| 복수              | -en  | -den, -ten     | -en       |
| 접속법            |      |                |           |
|                   | 현재 | 약세 과거      | 강세 과거 |
| 단수              | -e   | -de, -te       | -e        |
| 복수              | -en  | -den, -ten     | -en       |
| 명령형            |      |                |           |
| 일반              | -    | -              | -         |
| 복수              | -t   | -t             | -t        |
| 분사              |      |                |           |
|                   | 현재 | 약세 과거      | 강세 과거 |
|                   | -end | ge- -d, ge- -t | ge- -en   |

약세형 동사는 네덜란드어에서 가장 흔한 동사 유형이자 유일한 활용 유형이다(새로 조어되는 동사는 모두 약세형이다). 치음(dental consonant) -d-이나 -t-를 포함하는 어미와 함께 과거시제를 형성한다. d와 t 중 무엇을 사용할 지는 동사 어간의 마지막 자음에 따라 다르다. 어간이 무성음
(voiceless consonant)으로 끝나면 -t-를 사용하고, 무성음이 아니면 -d-를 사용한다. "'t kofschip"이라는 기억술(mnemonic)로 표현하기도 한다(영어권에서는 무성음 알파벳을 암기하는데 있어 'soft ketchup'으로 외우는 기억술이 있다). 동사 어간이 't kofschip (t, k, f, s, ch, p) 중 하나로 끝난다면, 과거시제는 -t-로 끝난다. 그러나 c, q, x, 기타 무성음으로 발음되는 철자에도 적용된다.
- werken, werkte ("to work, worked")
- leren, leerde ("to learn/teach, learned/taught")
- razen, raasde ("to rage, raged")
- lossen, loste ("to lose/get rid of, lost")

강세형 동사는 네덜란드어에선 덜 흔하지만 가장 흔한 동사가 많이 있다. 강세형 동사는 어간의 모음을 변화시켜 과거형을 만든다. 인도-유럽어 원음변환(Indo-European ablaut)과 관련 있다. 강세형 동사는 3-4가지 주요부(principal parts)인 부정형(the infinitive), 과거형(단수)(the past (singular)), 선택적으로는 과거형 복수(the past plural), 과거분사(the past participle)가 있다. 그러나 모음 패턴은 예측 가능하기에, 이 주요부에 사용된 모음에 기반하여 7개 정도 등급으로 분류할 수 있다. 일부 동사는 2개 등급의 혼합형이다.
예시
- rijden, reed, gereden ("ride, rode, ridden", class 1)
- binden, bond, gebonden ("bind, bound, bound", class 3a)
- geven, gaf, gegeven ("give, gave, given", class 5)
- lopen, liep, gelopen ("walk/run, walked, walked", class 7b)

많은 동사들이 과거형 강변화형과 약변화형을 혼합하여 가지고 있다. 이들은 강변화 과거분사지만 다른 과거 시제형은 약변화형이거나 그 반대이다.
- lachen, lachte, gelachen ("laugh, laughed, laughed", 약변화 과거, 강변화 과거분사)
- zouten, zoutte, gezouten ("salt, salted, salted", 약변화 과거, 강변화 과거분사)
- vragen, vroeg, gevraagd ("ask, asked, asked", 강변화 과거, 약변화 과거분사)

흔히 사용되는 동사 중 일부는 정상적인 규칙을 따르지 않는 불규칙 활용을 한다. 여기에는 특히 과거-현재 동사(preterite-present verb)가 포함된다. 이런 동사들은 강변화 동사 과거형과 닮은 현재시제형을 가져왔으며, 현대 네덜란드어에서는 3인칭 단수 현재형에서 -t를 뺀 형태를 통해 인식할 수 있다. 이는 영어에서도 마찬가지로 3인칭 단수 현재형에서 -s를 빼는 것과 같다. 과거-현재 동사는 약변화 과거시제를 가지지만 불규칙적으로 바뀌기도 한다. 이런 동사들 중 상당수는 현재 조동사(auxiliary verb)로 사용된다.
2인칭 gij형에 -t 추가는 약변화 동사에서 과거시제에 있어 선택적이며, 보통 고어형으로 여긴다. 강변화 동사에서 -t는 항상 필요하다.

### 비정형
네덜란드어에서 비정형(non-finite form)은 현재형과 과거분사이다.

#### 현재분사
현재분사(present participle)는 의미상 진행형이며, 주체로서 무언가가 활동을 수행하고 있다는 것을 가리킨다. 한정 형용사(attributive adjective)로서 사용되며 그렇게 굴절하기도 한다.
- Ik heb een vallende ster gezien. ("I saw a falling star.")
- Blaffende honden bijten niet. ("Barking dogs don't bite.")
- Het nieuws verspreidt zich als een lopend vuurtje. ("The news spreads like wildfire." — literally "like a running fire")

부사로도 사용 가능하며 '~하는 동안(while ...ing)'을 의미한다. 무굴절형 굴절형 모두 사용 가능하지만, 관용구 외에는 무굴절형이 보다 흔하다.
- Al doende leert men. ("One learns while doing.")
- Dit werk is zo makkelijk, ik word slapend rijk. ("This work is so easy, I'm getting rich while sleeping.")
- Huilend vertelde de jongen wat er die dag gebeurd was. ("Crying, the boy told what had happened that day.")

드물게는 현재분사가 서술형(predicate)으로 사용되어 영어에서처럼 진행형을 만들기도 한다. 예 : De bal was rollende. ("The ball was rolling."). 이는 지나치게 격식을 차리는 문체나 과도한 격식체와 보통 어울린다. 부정사(infinitive)에 aan het를 사용하는 것이 더 흔하다.
타동사(transitive verb) 현재분사 앞에는 목적어나 부사를 둘 수 있다. 두 단어 사이는 하이픈을 넣거나 띄어쓰기를 하지 않고 붙여서 합성형용사를 만들기도 한다.
- Ik zat vast in langzaam rijdend verkeer. ("I was stuck in slow-moving traffic.")
- Het hondje slaakte een hartverscheurende kreet. ("The little dog let out a heart-rending cry.")
- Stenengooiende jongeren zijn een steeds ernstiger probleem. ("Rock-throwing youths are an increasingly severe problem.")

#### 과거분사
과거분사(past participle)는 완료된 행동을 가리킨다. 또한 여러 조동사와 결합하여 완료(perfect)나 수동태(passive voice)를 만든다. 완료와 수동태 만드는 방법은 '우회형(periphrastic forms)' 항목에서 설명한다.
형용사로서 과거분사의 의미는 동사 유형에 따라 능동형(active) (활동을 수행한 것) 혹은 수동형(passive) (활동을 경험한 것)으로 나뉜다.
- 타동사로서 의미는 수동형이다. 예 :
  - De gemaakte keuze bleek niet zo geweldig. ("The made choice (the choice that had been made) turned out to be not so great.")
  - Gebroken glas is gevaarlijk. ("Broken glass is dangerous.")
- 비대격(unaccusative) 자동사(intransitive verb)에 있어, 의미는 능동형이다. 예 :
  - De gevallen man kon niet meer opstaan. ("The fallen man could not get back up again.")
  - Iedereen ging op zoek naar het verdwenen hondje. ("Everyone went looking for the dog that had disappeared.")
- 비능격 자동사(unergative intransitive verb)의 과거분사는 형용사로 쓸 수 없다. 또한 zijn ("to be")과 같은 계사와도 쓸 수 없다. 오로지 완료형만 쓸 수 없다.

현재분사처럼 과거분사도 앞에 부사가 올 수 있다.
- Haastig gemaakte keuzes leiden later vaak tot problemen. ("Hastily-made choices often lead to problems later.")
- Ik heb het liefst versgemaakt sinaasappelsap. ("I prefer freshly-made orange juice.")
- Jong geleerd is oud gedaan. ("Learned young is done old.", a proverb)

#### 부정사

##### 동사구
부정사(infinitive)는 영어처럼 조동사(auxiliary verb)나 법조동사(modal verb)를 동반하는 동사구에서 사용할 수 있다. 현재분사처럼 부정하는 목적어나 부사를 동반할 수 있다.
- Ik kan de auto zien. ("I can see the car")

##### 동사적 명사
부정사는 영어 동명사(genrund) -ing형과 같은 동사적 명사(verbal noun)로도 사용한다. 부정사가 명사로 사용하면 중성이며 복수형은 없다. 네덜란드어에는 여성 동명사형으로 -ing이 있지만, 현재는 조어 형성 능력이 없으며, 구체적이고 세세한 의미만을 가지고 있다. 예를 들어 het lenen ‘borrowing, lending’ vs. de lening ‘loan’; het opleiden ‘educating’ vs. opleiding ‘education’가 있다.
- Het doden van mensen is verboden. - ‘The killing of people is forbidden’, 혹은 영어식으로 좀더 자연스럽게 ‘Killing people is forbidden’.
- Ik heb een hekel aan wachten. - ‘I hate waiting.’

과거에는 부정사가 여격과 속격에 따라 굴절되었다. 속격에 따른 굴절 사례로는 다음과 같다.
- Tot ziens! - ‘See you!’
- Een uur gaans. - ‘A distance that can be walked in one hour.’

tot ... toe (until ... resulted)과 같은 표현에서도 사용한다.
- Hij werd tot bloedens toe geslagen. - ‘He was beaten until bleeding resulted.’

##### 비인칭 명령형
부정사는 비인칭 명령형(impersonal imperative) 혹은 공손 명령형(polite imperative)으로도 사용한다. (infinitivus pro imperativo) 이는 영어의 “one must (not)…” or “please do (not)…”라는 의미를 갖기도 하며 직접적인 지시(direct command)를 강한 요청(strong request) 정도로 부드럽게 만들때 사용한다. 또한 표지판이나 글로 된 게시문에서 사용하는 것처럼, 청자나 독자에게 직접적으로 지시하는 것이 아니라 보다 일반적인 지시사항으로 만들 때 사용한다. 구분은 명료하지 않으며 부정형과 명령형 모두 의미상 큰 차이 없이 사용하기도 한다.
- Niet roken ‘No smoking’ (or less literally ‘please refrain from smoking’), versus rook niet ‘don't smoke!’.
- Hier betalen ‘Pay here’, alternatively betaal hier.
- Schudden voor gebruik ‘Shake before use’.

##### te부정사
부정사는 전치사 te가 앞에 오기도 하는데, 이는 영어 'to 부정사(to + 동사원형)' 구와 같다. beginnen ‘to begin’과 같이 특정 동사들과 어울려 사용한다.
- Hij begon te hoesten ("He started to cough")

be동사에 해당하는 zijn과 함께 사용하면 잠재성(potentiality)을 의미한다.
- Dat was te verwachten  ("That was to be expected").

확장형으로는 형용사로 사용할 수 있다.
- De te verwachten menigte ("The crowd that is to be expected")

부사적 표현이나 목적어를 가져올 수 있다.
- De in dat geval te verwachten menigte ("The crowd that is be expected in that case").

합성 부정사도 완료형과 미래형이 있으며, 또한 타동사 수동태도 존재한다. 이것들은 축약된 종속절(dependent clause)을 만드는 데도 사용 가능하다.
- Hij beloofde dat te zullen betalen. ("He promised that he would pay that")

### 타동성
의미와 사용에 따라 동사들은 여러 타동사 부류(transitivity class)에 속한다.
- 비능격 자동사(unergative intransitive verb)는 목적어를 취하지 않으며, 능동(active)의 의미를 가지고 있다. 주어는 행위자(agent)이다. 완료형은 조동사 hebben으로 만든다. 완료형은 비인칭 수동태(impersonal passive voice)를 갖는다.
- 비대격 자동사(unaccusative intransitive verb)는 목적어를 취하지 않으며, 수동태나 중간태(middle voice)의 의미를 갖는다. 주어는 피동작주(patient)이거나 명확한 행위자(agent)가 없다. 완료형은 조동사 zijn으로 만든다.
- 타동사(transitive verb)는 목적어를 취한다. 주어는 행위자이며, 목적어는 직접 목적어(피동작주)이거나 간접 목적어이다. 수동태는 조동사 worden으로 만든다. 완료형은 직접목적어를 주어로 할 때는 조동사 hebben으로, 간접목적어를 주어로 할 때는 조동사 krijgen으로 만든다. 완료형 수동태는 zijn으로 만든다.
- 이중타동사(ditransitive verb)는 목적어를 2개 즉 간접목적어와 직접목적어(피동작주)를 취한다. 대부분의 경우 타동사처럼 역할한다.
- 중간동사(middle verb, 문법적으로는 능동태나 의미상으로는 수동태인 동사) 혹은 결백동사(verb of innocence)는 비대격 타동사(transitive unaccusative verb)이며 목적어를 취한다. 완료형은 zijn으로 만들지만, 수동태는 worden으로, 완료 수동태도 zijn으로 만든다. 완료 조동사 zijn은 주어가 행동의 직접적인 주창자는 아니거나 행동에 대해 책임질 수 없거나 책임지려 하지 않는 것을 의미한다. 일례로는 vergeten "to forget"과  verliezen "to lose (목적어)"가 있다.
- 재귀동사(reflexive verb)는 재귀대명사(reflexive pronoun)를 목적어로 취한다.
- 비인칭동사(impersonal verb)는 부정대명사(indefinite pronoun) het (it)을 주어로 사용한다.
- 절대동사(absolute verb)는 비능격 동사와 비슷하지만 비인칭 수동형은 없다.

활용에 따라 동사는 여러 부류에 속한다. 특히 여러 타동사는 자동사로도 사용 가능하기에 자타양용동사(ambitransitive verb)가 된다. 예를 들어, ik eet een appel "I eat an apple"에서 'eet'는 타동사이지만, ik eet "I eat"에서는 비능격 자동사인 것이다. 이중타동사는 대개 단일타동사(monotransitive, 간접목적어나 직접목적어 하나만 취하는 동사)로 사용 가능하며, 자동사로도 사용할 수 있다.
자동사가 비능격인지 비대격인지 여부는 동사와 의미에 달려 있다. 일반적으로 타동사에 목적어를 빼버리면 그 타동사는 대격동사(accusative verb)가 된다. 하지만 능격동사(ergative verb)는 목적어가 없으면 비대격동사(unaccusative verb)가 된다. 결과적으로 이런 동사들은 목적어가 사라지면 능동태에서 수동태나 중간태가 된다. 이런 사례들은 네덜란드와 영어 양쪽 모두에 존재하는데, ik breek het glas "I break the glass"에서는 breek 혹은 break가 타동사인 반면, het glas breekt "the glass breaks"에서는 비대격형이 된다. 두 문장에서 '유리(het glas/the glass)'는 피동작주이지만, 첫번째 문장에서는 유리가 직접목적어인 반면 두번째 문장에서는 주어가 되어 있다. 양측 사례에서 유리는 피동작주이지만 첫번째에서는 직접목적어인 반면 두번째에서는 주어이다. 이러한 동사들의 조동사 zijn은 수동태 용법과 자동사 용법 모두에 사용되어, 이런 용법들 간에 구분이 불가하게 되었다.  het glas is gebroken이라는 구절은 '유리가 저절로 깨져 있다(the glass has been broken)'라는 자동사적 의미, '유리가 무언가에 의해 깨졌다(the glass is broken)'라는 수동태적 의미 모두 가능하다.
일반 동사활용형 외에도 조동사를 사용하거나 기타 다른 단어를 추가하여 표현하는 동사적 의미가 다양하다. 조동사 활용, 특히 완료시제(perfect tense)와 수동태의 활용은 동사의 타동사 부류에 따라 다르다.

#### 완료, 미래, 수동
완료(Perfect)는 행동이 끝났다(complete)는 것을 말한다. 네덜란드어에서 완료(completion)는 현재(present), 과거(past), 현재 미래(present future) 혹은 과거 미래(past future)에서 사용된다.
- Ik heb gegeten ‘I ate’, 네덜란드어 그대로 ‘I have eaten’ – 이는 현재 완료(단순한 과거)
- Ik had gegeten ‘I had eaten’ 혹은 ‘I had been eating’ – 과거완료(대과거pluperfect)
- Ik zal gegeten hebben ‘I will have eaten’ – 미래완료
- Ik zou gegeten hebben ‘I would have eaten’ – 과거조건(past conditional) (과거시제 중 미래(future-in-the-past)이거나 조건법 중 하나)

미래시제(future tense)는 모두 조동사 zullen을 취한다. 이는 영어의 shall과 어원이 같다. 수동태는 주어가 어떤 행동을 직접 하는 것(perform)이 아니라 당하는 것(undergo)을 말한다. 둘 다 다양한 조동사로 만든다.
| 동사유형                                                  | 현재                                                                                            | 완료                                                  | 수동                                                              | 완료 수동                                                 |
| --------------------------------------------------------- | ----------------------------------------------------------------------------------------------- | ----------------------------------------------------- | ----------------------------------------------------------------- | --------------------------------------------------------- |
| 대격 타동사(accusative transitive) openen ‘to open’       | Ik open de doos. ‘I am opening the box’.                                                        | hebben Ik heb de doos geopend. ‘I opened the box.’    | worden De doos wordt geopend. ‘The box is (being) opened.’        | zijn De doos is geopend. ‘The box has been opened.’       |
| 능격 타동사(ergative transitive) breken ‘to break’        | Ik breek het glas. ‘I am breaking the glass’ Het glas breekt. ‘The glass is breaking / breaks.’ | hebben Ik heb het glas gebroken. ‘I broke the glass.’ | worden Het glas wordt gebroken. ‘The glass is (being) broken.’    | zijn Het glas is gebroken. ‘The glass has (been) broken.’ |
| 비능격 자동사(unergative intransitive) blaffen ‘to bark’  | De hond blaft. ‘The dog is barking.’                                                            | hebben De hond heeft geblaft. ‘The dog barked.’       | worden Er wordt geblaft (door de hond). ≈ ‘Barking can be heard.’ | zijn Er is geblaft (door de hond). ≈ ‘Barking was heard.’ |
| 비대격 자동사(unaccusative intransitive) vallen ‘to fall’ | De boom valt. ‘The tree is falling’.                                                            | zijn De boom is gevallen. ‘The tree fell.’            | —                                                                 | —                                                         |

표를 보면, 영어와 달리 비대격 동사 부분에서 조동사 hebben은 완료형으로 쓸 수 없다. 보통 이것들은 행동보다는 과정(process)을 묘사하는 동사들이다(예 : to happen, melt, die). 곧 관련된 명료한 행위자(actor)가 없다는 것을 말한다.
영어에서 능격동사는 타동사(I break the glass)와 비대격법(the glass breaks)에서 발생한다. 네덜란드어에서 후자의 완료형은 zijn ‘to be’를 취하여, het glas is gebroken이 완료 수동태이거나 완료 비대격으로 볼 수 있다. 독일어는 분사 worden를 수동태 문장에 추가한다는 점에서 네덜란드어는 독일어와 다르다. Das Glas ist gebrochen worden.
보통 비능격은 수동형을 갖고 있으나 비인칭이다. 비능격은 부사 er를 가목적어(dummy subject)로 사용하는데 이는 영어에 직접 해당하는 것이 없어 해석하기 어렵다. Er wordt geblaft는 영어로 ‘There’s barking going on’ 혹은 ‘There’s some dog barking’에 해당한다. 이러한 비인칭 구조는 네덜란드어에서 흔하다. 주어가 비정형(indefinite)일 경우, 타동사 수동태도 가목적어 er를 추가하여 비인칭적 특징을 가할 수 있다. 예를 들어, Er worden dozen geopend은 ‘There are boxes being opened’ 혹은 ‘Boxes are being opened’에 해당한다.
lopen ‘to walk’, zwemmen ‘to swim’, rijden ‘to ride, drive’ 같은 동작동사(verb of motion)는 흔히 비대격/비능격 짝으로 나타난다. 동작이 방향성이 있으면(directional) 과정으로 간주되고 조동사는 zijn이 된다. worden과 zijn을 취할 수 있는 비인칭 수동태로 동사를 사용하지 않는다면, 만약 동작이 방향성이 없으면 행위로 간주되고 조동사는 hebben이 된다.
방향성
- Ik loop naar huis – ‘I am walking home’
- Ik ben naar huis gelopen – ‘I walked home’

non-directional
- Ik loop veel – ‘I walk a lot’
- Ik heb veel gelopen – ‘I walked a lot’
- Er wordt veel gelopen – ‘There is a lot of walking going on’

zijn을 사용하는 구조의 의미는 형용사를 사용할 때는 과거분사 의미를 갖는다. 따라서 과거분사는 형용사로 쓸 수 없기 때문에, 비능격 동사는 zijn을 조동사로 사용할 수 없다. 더하여 능격동사에서 수동태는 규칙형 자동사 현재시제와 의미상 크게 다르지 않다. 이는 영어에서도 마찬가지이다. 'a glass that breaks'는 'a glass that is (being) broken'이다.
위의 형태는 현재와 과거 모두 가능하다. 표는 현재시제형이지만, 과거시제는 조동사를 과거형으로 활용하여 만든다. 따라서 이는 Ik had de doos geopend. ‘I had opened the box.’ 등을 만든다.
완료형이 조동사를 사용하는 구로부터 만들어질 때, 조동사는 과거분사가 아니라 부정사로 사용된다. 이 때문에 일부 조동사는 과거분사가 없다. 예 :
- Ik zal morgen komen. ‘I will come tomorrow.’ → Ik had morgen zullen komen. ‘I had been going to come tomorrow.’
- Hij moet de deur sluiten. ‘He has to close the door.’ → Hij heeft de deur moeten sluiten. ‘He has had to close the door.’

##### 이중타동사
이중타동사(ditransitive verb)는 간접목적어와 직접목적어를 갖는다. 영어에서는 둘 다 수동태 주어로 사용 가능하며 같은 조동사가 사용된다.
- I give the man a book
- The man is given a book by me
- A book is given to the man by me.

네덜란드어에서는 schenken (to donate)와 같은 동사가 비슷한 유형을 보이지만, 조동사 krijgen (to get)은 간접목적어를 주어로 만드는 가수동태 구조(pseudo-passive construction)를 갖는 반면, worden은 직접목적어를 주어로 만드는 수동태에 사용된다.
- Ik schenk de man een boek
- De man krijgt van mij een boek geschonken
- Een boek wordt door mij aan de man geschonken.

다음 세 동사군은 완료시제에서 조동사 hebben만을 취한다.

##### 비인칭동사
비인칭 동사는 실제 목적어가 없지만 가주어(dummy subject) 대명사 het ("it")을 사용한다. 이는 날씨와 같은 조건을 의미한다.
- Het regent. ("It rains." 혹은 "It is raining.")
- Het onweert. ("A thunderstorm is happening.")

##### 재귀동사
재귀동사(reflexive verb)는 me, je, zich와 같은 재귀대명사(reflexive pronoun)를 (가짜) 직접목적어로 사용하고 완료형으로는 hebben을 취한다. 이는 프랑스어와 반대이다. 프랑스어에서는 être (to be)를 재귀동사의 완료 조동사로 사용한다.
- Ik vergiste me  (I mistook, made an error)
- Ik heb me vergist

일부 재귀동사는 타동사형과 짝지어 나타나며, 능격의 비대격 요소를 대체한다.
- Ratten verbreiden de ziekte – -(Rats spread the disease)
- De ziekte verbreidt zich – (The disease is spreading)

상호형(reciprocal form)에서만 사용하는 동사는 없으나, 상호대명사(reciprocal pronoun) elkaar (each other)를 취할 수 있는 재귀동사는 완료시제에서 hebben도 취하기에, 재귀동사처럼 사용한다.
- Massa's trekken elkaar aan. - (Masses attract each other.)
- De magneten hadden elkaar aangetrokken - (The magnets had attracted each other).

##### 절대동사
절대동사(absolute verb)는 비능격동사와 같지만, 비인칭 수동태는 취하지 않는다.
- De zon schijnt – (The sun shines)
- *Er wordt geschenen <- 이런 문장은 존재하지 않는다. ->

일부는 직접목적어를 수반하지만 인칭 수동태 비인칭 수동태 모두 갖지 않는다.
- Een jas aanhebben – (To wear a coat)
- *Een jas wordt aangehad <- 존재하지 않음 ->

이와 비슷하게 과거분사는 형용사로 사용할 수 없다.
- *De aangehadde jas <- 존재하지 않음 ->

#### 미래
현재형이 미래 사건을 지칭하기도 하지만, 보다 분명한 미래시제도 존재한다. 조동사 zullen ("will, shall, be going to")을 사용하여 표현하며, 현재시제와 과거시제에서 동사활용을 할 수 있다. 과거미래(past future)는 무언가에 대한 맹세나 약속을 하였다는 의미 혹은 그것을 한다고 기대되었다는 의미를 가지며, 영어의 'was/were going to'에 해당한다.
- Ik zal het morgen doen. ("I will do it tomorrow." 혹은 "I am going to do it tomorrow.")
- Je zou gisteren de ramen schoonmaken! ("You were going to clean the windows yesterday!")

대체형 미래시제(alternative future tense)는 gaan ("to go")를 조동사로 사용하여 만든다. '가다'라는 의미대로, 어떤 행동을 하고자 한 장소로 가고 있거나 그렇게 하려 한다는 의미로 사용한다. 더 일반적으로는 어떤 행동을 하기 위한 어떠한 종류의 의도나 계획을 가리킬 수도 있다. 또한 미래의 행동의 시작을 의미하기도 한다.
- Ik ga morgen met mijn vriendinnen winkelen. ("I'm going to go shopping with my friends tomorrow.")
- Voor vandaag is het werk klaar; morgen gaan ze verder werken. ("For today the work is done; tomorrow they're going to continue working.")
- Het gaat zo hard regenen. ("It's going to start raining hard in a moment.")

#### 조건
조건법(conditional mood)은 zullen의 과거형을 사용하여 만드는데, 단수형에서는 zou이고 복수형에서는 zouden이다. 따라서 영어의 마치 미래 조동사 will의 과거형 would와 비슷하다. 조건법은 상술한 과거미래와 형태상 같으나, 동사가 의존하는 조건이 항상 수반되며, 보통 als ("if")와 같은 접속사를 통해 유도된다.
- Ik zou dat niet doen als ik jou was. ("I would not do that if I were you.")
- Hij zou de ramen niet hebben schoongemaakt, als ze niet vies waren. ("He would not have cleaned the windows, if they were not dirty.")

#### 진행
진행상(progressive aspect)은 어떤 행동이 진행하고 있다는 뜻이다. 'zijn + aan het + 행동동사 부정사' 형태로 만든다. 영어의  ‘be …-ing’ 혹은 ‘be in the middle of …-ing’과 같지만, 그렇게 잘 사용되지는 않는다.
- Je zult even moeten wachten, ik ben nu aan het eten. ‘You'll have to wait (a while), I am eating now.’
- Hij was de ramen aan het schoonmaken toen de telefoon ging. ‘He was cleaning the windows when the phone rang.’

영어와 달리 진행상은 가설적인 완료진행(perfect progressive)을 만드는 완료형과 어울릴 수 없다. "I have been eating"과 "I had been eating"은 진행의 단순 과거형을 사용하여 표현되었다.Ik was aan het eten.
유사한 표현은 'bezig + zijn te + 동작동사 부정사 혹은 bezig zijn met + 동작 명사(action noun)'가 있다.
- Hij is bezig de klok te repareren. ‘He’s (busy) repairing the clock’.
  - Or: Hij is bezig met de reparatie van de klok. ‘Idem’.
- Je bent de hele dag bezig met dat kind te helpen. ‘You’re spending the whole day helping that child.’ (구어체인 met이 불필요하다는 것에 주목).

진행상을 만드는 다른 방식으로는 정동사(static verb) zitten ‘to sit’, lopen ‘to walk’, staan ‘to stand’, liggen ‘to lie’를 'te + 부정사'로 사용하는 것이 있다. 이 동사들은 완료형에서 이중 부정사(double infinitive)를 사용한다.
- Ik zit te eten.  - ‘I’m sat down eating’ (UK) 혹은 ‘I’m sitting here eating’ (North America).
- Ik sta de ramen schoon te maken. - ‘I’m stood (here) cleaning windows’ (UK) 혹은 ‘I’m standing here cleaning windows’ (North America).
- Jantje ligt te slapen.  - ‘Jantje is sleeping’.

The literal meaning of the verbs to sit or to stand etc. is often secondary to their durative aspect.

## 숫자
네덜란드어는 10진법 체계를 사용한다. 숫자는 굴절하지 않는다.

### 0-9
0에서 9까지는 다음과 같다.
| 0   | 1   | 2    | 3    | 4    | 5    | 6   | 7     | 8    | 9     |
| --- | --- | ---- | ---- | ---- | ---- | --- | ----- | ---- | ----- |
| nul | een | twee | drie | vier | vijf | zes | zeven | acht | negen |

숫자 1을 뜻하는 een은 부정관사(indefinite article)와 철자가 같다. 혼동이 있게 되면 숫자 1을 één으로 써서 구분한다. 그러나 실제 발음은 서로 다르다. 부정관사일 경우 /ən/, 숫자는 /eːn/이다.

### 10-19
10, 11, 12는 불규칙적이다. 13에서 19까지는 기본 숫자 3-9에 -tien ("-teen")을 더하는 형태이다.  2개는 약간 불규칙하다. 13은 음위전환(metathesis)이 발생하여 dertien, (참고로 영어 13은 thirteen이다), 14는 veertien이다.
| 10   | 11  | 12     | 13      | 14       | 15       | 16      | 17        | 18       | 19        |
| ---- | --- | ------ | ------- | -------- | -------- | ------- | --------- | -------- | --------- |
| tien | elf | twaalf | dertien | veertien | vijftien | zestien | zeventien | achttien | negentien |

### 20-99
20에서 90까지 10단위 숫자는 2-9까지의 숫자에 -tig ("-ty")를 더하는 형태이다. 그러나 일부는 불규칙 변화를 보인다. 20은 twintig, 30과 40은 각각 dertig과 veertig (13과 14의 불규칙 변화와 유사), 80은 tachtig이다. 나머지 숫자들은 철자가 v나 z로 시작되지만 발음은 무성음 /f/나 /s/로 발음한다. 이런 자음들을 일반적으로 무성음화(devoice)해서 발음하지 않는 방언에서조차도 숫자만큼은 무성음화하여 발음한다.
| 10   | 20      | 30     | 40      | 50      | 60     | 70       | 80      | 90       |
| ---- | ------- | ------ | ------- | ------- | ------ | -------- | ------- | -------- |
| tien | twintig | dertig | veertig | vijftig | zestig | zeventig | tachtig | negentig |

10단위 숫자와 1단위 숫자의 조합은 규칙적으로 변화없이 활용한다. 단, 영어나 한국어와 달리, 1단위 숫자가 앞에 나오고 en ("and")이 나온 다음에 10단위 숫자가 나온다. 1단위 숫자, en, 10단위 숫자는 띄어쓰기 없이 붙여 쓴다. 필요한 경우 트레마(trema) 혹은 분음부호표(diaeresis)가 표기할 때도 있다. 예 :
- 28 achtentwintig ("eight and twenty")
- 83 drieëntachtig ("three and eighty")
- 99 negenennegentig ("nine and ninety")

### 100단위 숫자
100은 honderd이다. 한국어와 영어처럼, 100단위 숫자들은  honderd 앞에 띄어쓰기 없이 1단위 숫자들을 사용한다. 예를 들어, 200은 tweehonderd, 300은 driehonderd이다. 그러나 한국어와 영어와 달리, 100 앞에 10 이상 숫자를 붙여서 1,000 이상의 숫자들을 표현하기도 한다. 예를 들어, 1100은 elfhonderd, 즉 'eleven hundred(십일백)', 2500은 vijfentwintighonderd, 즉 'five-and-twenty hundred(이십오백)'으로 표현한다.
100단위 숫자와 그 이하 숫자의 조합은 한국어와 영어처럼 100단위 숫자를 앞에 두고 뒤에 나머지를 쓴다.
100단위 숫자와 나머지 숫자 사이에 en을 넣기도 하지만, 이는 필수사항은 아니며 현재는 잘 사용하지 않는다.
- 112 honderdtwaalf 혹은 honderdentwaalf
- 698 zeshonderdachtennegentig
- 1258 twaalfhonderdachtenvijftig

### 1000단위
1000은 duizend이다. 영어와 달리, 1000 앞에는 관사를 쓰지 않는다. 100단위 명명에 사용되는 체계가 1000단위에서도 적용되기에, 1000단위 숫자 역시 앞에 1-9의 숫자를 붙여준다. 2000은 tweeduizend, 3000은 drieduizend이다. 100단위 체계와 마찬가지로, 10이상 숫자를 1000앞에 붙일 수 있다. 20000은 twintigduizend(twenty thousand), 999000은 negenhonderdnegenennegentigduizend(nine-hundred-nine-and-ninety thousand)로 쓴다.
1000단위 숫자와 그 이하 숫자들의 조합은 한국어와 영어처럼 1000을 앞에 쓰고 나머지를 그 뒤에 쓴다. 이들 사이에는 띄어쓰기를 한다.
- 1 258 duizend tweehonderdachtenvijftig
- 9 001 negenduizend een
- 32 348 tweeëndertigduizend driehonderdachtenveertig
- 123 456 honderddrieëntwintigduizend vierhonderdzesenvijftig

### 100만 이상
네덜란드어는 긴 단위 체계(long scale system)를 쓴다. 긴 단위 체계는 100만 단위(10의 6승)마다 끊는 것을 말한다. 반면 짧은 단위 체계(short scale system)는 1000단위(10의 3승)마다 끊는다. 따라서 영어와 네덜란드어에서 같은 어원을 갖는 'billion'과 'biljoen'이라는 두 단어는, 영어로는 100만에서 1,000을 곱한 '10억'인 반면, 네덜란드어에서는 100만에서 1,000,000을 곱한 '1조'를 뜻한다. 네덜란드어에서 10억은 miljard로 표현한다.
- 1 000 000 miljoen
- 1 000 000 000 miljard
- 1 000 000 000 000 biljoen
- 1 000 000 000 000 000 biljard
- etc.

100만 이상 단위 역시 1000과 바슷하게 앞에다가 배수를 넣지만, 띄어쓰기를 한다. 2 000 000은 twee miljoen, 420 000 000 000은 vierhonderdtwintig miljard이다. 단 1000의 1배인 1,000을 표현할 때는 숫자 1을 써주지 않는 반면, 100만의 1배인 1,000,000을 표현할 때는 앞에 숫자 1(een)을 써준다. 즉 1 000 000은 een miljoen이다.
낮은 숫자와의 조합은 1000의 방식과 같다.
- 117 401 067 honderdzeventien miljoen vierhonderdeenduizend zevenenzestig
- 10 987 654 321 tien miljard negenhonderdzevenentachtig miljoen zeshonderdvierenvijftigduizend driehonderdeenentwintig

### 서수
서수(ordinal number)는 최상급 형용사처럼 굴절하고 활용한다. 서수는 항상 굴절형으로 사용하며 항상 -e으로 끝난다. 또한 앞에 정관사를 붙인다.
서수 형용사는 기수(base number)에 -de나 -ste를 붙여 사용한다. 둘 중 어떤 어미가 붙는지는 단어에 따라 다르다. 숫자 1과 3은 서수가 불규칙적이다.
| 1st    | 2nd    | 3rd      | 4th     | 5th     | 6th        | 7th        | 8th          | 9th              |
| ------ | ------ | -------- | ------- | ------- | ---------- | ---------- | ------------ | ---------------- |
| eerste | tweede | derde    | vierde  | vijfde  | zesde      | zevende    | achtste      | negende          |
| 10th   | 11th   | 12th     | 13-19th | 20-90th | 100th      | 1 000th    | 1 000 000th+ | 1 000 000 000th+ |
| tiende | elfde  | twaalfde | -tiende | -tigste | honderdste | duizendste | -joenste     | -jardste         |

숫자가 여러 부분으로 이뤄졌을 경우, 어미는 마지막 숫자 단어에만 붙는다. 붙이는 방식도 마지막 숫자에 붙이는 방식을 따른다. 따라서 21번째(21st)는 eenentwintigste, 409번째(409th)는 vierhonderdnegende, 9001번째(9001st)는 negenduizend eerste이다.

### 분수
분수(fractional number)는 영어처럼 기수(cardinal number)를 분자(numerator)로, 서수(ordinal number)를 분모(denominator)로 써서 표현한다.
- 1/5 een vijfde
- 3/8 drie achtste

1/2과 1/4은 각각 een half ("a half"), een kwart ("a quarter")이다. 그러나 위의 규칙대로 een tweede와 een vierde 역시 가능하지만 사용이 덜하다. 3/4의 경우 띄어쓰기를 하지 않은 driekwart라고 쓸 때도 있다.
온전한 기수가 포함된 대분수를 만들 때, 온전한 기수를 먼저 쓰고 en과 띄어쓰기를 넣는다. 분자가 1이 아니면 en은 안 써도 된다.
- 9 3/4 negen (en) driekwart
- 5 1/6 vijf en een zesde
- 3 1/2 drie en een half

1과 2분의 1(1 1/2)은 anderhalf로 불규칙한 형태로 쓰는데, 이는 문자 그대로 "다른 절반(other half)"을 뜻한다. (ander는 원래  tweede의 동의어이며, anderhalf는 "두번째, 마이너스 1/2(second, minus a half)"을 뜻한다).

### 횟수
횟수(iterative number)는 once, five times처럼 반복(repetition)을 표현한다. 반복수는 기수(cardinal number) 다음에 maal이나 keer (둘다 번"times"을 뜻함)을 써서 나타낸다.
- twee maal/keer ("two times, twice")
- negen maal/keer ("nine times")
- honderd maal/keer ("a hundred times")

maal과 함께 쓸 때는 띄어쓰기 없이 쓰기도 하지만 eenmaal ("once"), tweemaal ("twice") and driemaal ("thrice"), keer은 그렇지 않다.
또한 횟수의 서수형도 있는데, 이는 일련의 행위의 연속적인 반복 내에서의 반복횟수를 표현한다. 이는 기수가 아닌 서수로 만들며 남성형 명사로 쓴다.
- de eerste keer/maal ("the first time")
- de dertigste keer/maal ("the thirtieth time")

### 배수
배수(multiplicative number)는 어떤 것의 많은 것을 표현한 것이다. 배수는 접미사 -voud ‘-fold’를 붙여 사용하며 중성명사이다.
- tweevoud ‘a twofold, multiple of two’
- drievoud ‘a threefold, multiple of three’
- honderdvoud ‘a hundredfold, multiple of hundred’

숫자1에 대해서는, enkelvoud ‘singular(ity), a onefold’을 사용하는데, 이는 een이 아닌 enkel ‘single’에서 유래한 것이다. 규칙형 eenvoud는 ‘간단(simpleness), 단순(uncomplicatedness), 용이(ease)’를 의미한다.
형용사는 -ig를 더하여 -voudig 조합이 된다.
- tweevoudig ‘double, twofold’
- drievoudig ‘triple, threefold’
- honderdvoudig ‘hundredfold’

다시 말하면, enkelvoudig ‘single, simple, onefold’는 1에 사용되고, eenvoudig는 ‘간단한(simple), 단순한(uncomplicated), 쉬운(easy)’을 의미한다. 대신 enkel ‘single’ 은 단독으로 쓸 수 있다. tweevoudig의 동의어는 dubbel이다.

## 같이 보기
- 네덜란드어
- 네덜란드 고어 격변화
- 독일어